# Récit de Camerone
Le Récit de Camerone est la version épique de la bataille de Camerone, un combat qui opposa une compagnie de la Légion étrangère aux troupes libérales du gouvernement mexicain le 30 avril 1863 lors de l'expédition française au Mexique.
Ce récit est appris par cœur par un lieutenant méritant, et récité devant les troupes dans chaque régiment de la Légion étrangère tous les 30 avril, jour anniversaire de la bataille, et fête de la Légion.

## Le récit[2]
« L’armée française assiégeait Puebla.
La Légion avait pour mission d’assurer, sur cent vingt kilomètres, la circulation et la sécurité des convois. Le colonel Jeanningros, qui commandait, apprend, le 29 avril 1863, qu’un gros convoi emportant trois millions en numéraire, du matériel de siège et des munitions était en route pour Puebla. Le capitaine Danjou, son adjudant-major, le décide à envoyer au-devant du convoi, une compagnie. La 3e compagnie du Régiment étranger fut désignée mais elle n’avait pas d’officier disponible. Le capitaine Danjou en prend lui-même le commandement et les sous-lieutenants Maudet, porte-drapeau, et Vilain, payeur, se joignent à lui volontairement.
Le 30 avril, à 1 h du matin, la 3e compagnie, forte de trois officiers et soixante deux hommes, se met en route. Elle avait parcouru environ vingt kilomètres, quand, à 7 h du matin, elle s’arrête à Palo Verde pour faire le café. À ce moment, l’ennemi se dévoile et le combat s’engage aussitôt. Le capitaine Danjou fait former le carré et, tout en battant en retraite, repousse victorieusement plusieurs charges de cavalerie, en infligeant à l’ennemi des premières pertes sévères.
Arrivé à la hauteur de l’auberge de Camerone, vaste bâtisse comportant une cour entourée d’un mur de trois mètres de haut, il décide de s’y retrancher, pour fixer l’ennemi, et retarder ainsi le plus possible le moment où celui-ci pourra attaquer le convoi.
Pendant que les hommes organisent à la hâte la défense de cette auberge, un officier mexicain, faisant valoir la grosse supériorité du nombre, somme le capitaine Danjou de se rendre. Celui-ci fait répondre : « Nous avons des cartouches et ne nous rendrons pas ». Puis, levant la main, il jura de se défendre jusqu’à la mort et fit prêter à ses hommes le même serment. Il était 10 h. Jusqu’à 18 h, ces soixante hommes, qui n’avaient pas mangé ni bu depuis la veille, malgré l’extrême chaleur, la faim, la soif, résistent à 2 000 Mexicains : huit cents cavaliers, mille deux cents fantassins.
À midi, le capitaine Danjou est tué d’une balle en pleine poitrine. À 2 h, le sous-lieutenant Vilain tombe, frappé d’une balle au front. À ce moment, le colonel mexicain réussit à mettre le feu à l’auberge.
Malgré la chaleur et la fumée qui viennent augmenter leurs souffrances, les légionnaires tiennent bon, mais beaucoup d’entre eux sont frappés. À 5 h, autour du sous-lieutenant Maudet, ne restent que douze hommes en état de combattre. À ce moment, le colonel mexicain rassemble ses hommes et leur dit de quelle honte ils vont se couvrir s’ils n’arrivent pas à abattre cette poignée de braves (un légionnaire qui comprend l’espagnol traduit au fur et à mesure ses paroles). Les Mexicains vont donner l’assaut général par les brèches qu’ils ont réussi à ouvrir, mais auparavant, le colonel Milan adresse encore une sommation au sous-lieutenant Maudet ; celui-ci la repousse avec mépris.
L’assaut final est donné. Bientôt il ne reste autour de Maudet que cinq hommes : le caporal Maine, les légionnaires Catteau, Wensel, Constantin, Leonhard. Chacun garde encore une cartouche ; ils ont la baïonnette au canon et, réfugiés dans un coin de la cour, le dos au mur, ils font face. À un signal, ils déchargent leurs fusils à bout portant sur l’ennemi et se précipitent sur lui à la baïonnette. Le sous-lieutenant Maudet et deux légionnaires tombent, frappés à mort. Maine et ses deux camarades vont être massacrés quand un officier mexicain se précipite sur eux et les sauve. Il leur crie : « Rendez-vous ! »
« Nous nous rendrons si vous nous promettez de relever et de soigner nos blessés et si vous nous laissez nos armes ». Leurs baïonnettes restent menaçantes.
« On ne refuse rien à des hommes comme vous ! », répond l’officier.
Les soixante hommes du capitaine Danjou ont tenu jusqu’au bout leur serment. Pendant 11 heures, ils ont résisté à deux mille ennemis, en ont tué trois cents et blessé autant. Ils ont par leur sacrifice, en sauvant le convoi, rempli la mission qui leur avait été confiée.
L’empereur Napoléon III décida que le nom de Camerone serait inscrit sur le drapeau du Régiment étranger et que, de plus, les noms de Danjou, Vilain et Maudet seraient gravés en lettres d’or sur les murs des Invalides à Paris.
En outre, un monument fut élevé en 1892 sur l’emplacement du combat. Il porte l’inscription :
« Ils furent ici moins de soixante
opposés à toute une armée,
sa masse les écrasa.
La vie plutôt que le courage
abandonna ces soldats français
le 30 avril 1863.
A leur mémoire, la patrie éleva ce monument »
Depuis, lorsque les troupes mexicaines passent devant le monument, elles présentent les armes. »

## Monument

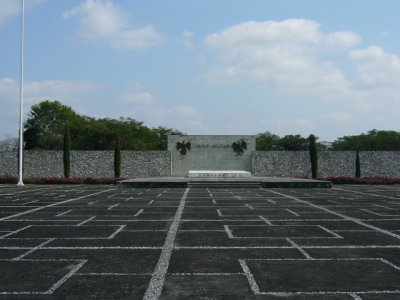
Mausolée à la mémoire de la bataille de Camerone

En réalité, l’inscription portée sur la pierre tombale fut écrite en latin. Il y était inscrit :
QVOS HIC NON PLVS LX
ADVERSI TOTIVS AGMINIS
MOLES CONSTRAVIT
VITA PRIUS QUAM VIRTVS
MILITES DESERVIT GALLICOS
DIE XXX MENSI APR. ANNI MDCCCLXIII
IN MEMORIAM HOC MONUMENTUM SUIS PATRIA PONEBAT
ANNO MDCCCXCII
Ce monument ayant été laissé à l'abandon, il en fut construit un autre, officiellement inauguré pour le centenaire de la bataille en 1963 et qui lui porte une inscription en français. 
«  Ils furent ici moins de soixante
Opposés à toute une armée.
Sa masse les écrasa.
La vie plutôt que le courage
Abandonna ces soldats Français
A Camerone le 30 avril 1863 »